# Stazione di Università Pontificia Comillas
La stazione di Università Pontificia Comillas  (in spagnolo estación de Universidad Pontificia Comillas) è una stazione ferroviaria posta sulla linea Alcobendas-Cantoblanco. Sorge nei pressi dell'Università Pontificia Comillas nel quartiere di El Goloso del distretto madrileno di Fuencarral-El Pardo.

## Storia
La stazione è stata inaugurata nel 2001, con l'apertura del tratto Cantoblanco Università-Alcobendas-San Sebastián de los Reyes.

## Movimento
Dalla stazione di Cantoblanco Università transitano i treni della linea C-4 della rete di Cercanías di Madrid, esercita da Renfe Operadora.

## Servizi
- Ascensore
- Parcheggio di interscambio

## Interscambi
Nelle vicinanze della stazione effettuano fermata alcune linee automobilistiche extraurbane, gestite da EMT Madrid.
- Fermata autobus